# Miroslav Nováček
Miroslav Nováček   (Ostrava, 7 de juliol de 1952) és un antic pilot de motocròs txec de renom internacional durant la dècada del 1970. El 1975, com a membre de l'equip estatal en què també hi havia Jiří Churavý, Zdeněk Velký i Antonín Baborovský, aconseguí al circuit txec de Sedlčany l'únic triomf que obtingué mai l'antiga Txecoslovàquia al Motocross des Nations. Originari d'Ostrava, la capital de la regió de Moràvia i Silèsia, Nováček era l'únic dels quatre components de l'equip que no pertanyia al club Dukla de Praga, sinó al Dukla Mošnov, on entrà amb el permís dels seus pares quan començava a destacar en competicions juvenils.

## Trajectòria esportiva
El 1971, abans de començar el servei militar bàsic, mentre corria com a membre de la secció júnior del Dukla Mošnov es va classificar entre els sèniors al Campionat de Txecoslovàquia i fou el pilot més jove de la temporada en la categoria superior. El 1973, el seu tercer any al campionat estatal sènior, acabà onzè a la cilindrada dels 500cc i començà a participar en competicions internacionals a l'estranger.
Un cop acabat el servei militar, va tornar al Dukla de Mošnov i va continuar la seva especialització en la cilindrada dels 500cc. Pilot de gran fons físic, es desenvolupava amb facilitat dins la màxima cilindrada, la més exigent. El 1975 va guanyar el seu primer campionat de Txecoslovàquia de 500cc -el revalidà el 1982- i va aconseguir punts al Campionat del món de la mateixa cilindrada (hi acabà el vint-i-novè). Al setembre, a Sedlčany, tot i ser el més novell dels quatre membres de l'equip txecoslovac, va aconseguir acabar les dues mànegues del Motocross des Nations: la primera en setè lloc i la segona en el catorzè.